# Dániel Böde
Dániel Böde (ur. 24 października 1986 w Szekszárdzie) – piłkarz węgierski grający na pozycji napastnika. Od 2012 roku jest zawodnikiem klubu Ferencvárosi TC.

## Kariera klubowa
Karierę piłkarską Böde rozpoczął w klubie Paksi FC. W 2006 awansował do kadry pierwszego zespołu. 16 września 2006 zadebiutował w jego barwach w pierwszej lidze węgierskiej w wygranym 2:1 domowym meczu z Diósgyőri VTK. Od czasu debiutu był podstawowym zawodnikiem Paksi FC. W sezonie 2010/2011 zdobył z Paksi Puchar Ligi Węgierskiej oraz wywalczył wicemistrzostwo Węgier. W Paksi grał do końca sezonu 2011/2012.
Latem 2012 Böde przeszedł do budapeszteńskiego Ferencvárosi TC. Swój debiut w nim zanotował 28 lipca 2012 w zremisowanym 1:1 domowym meczu z Kecskeméti TE.
| Sezon   | Klub            | Kraj  | Rozgrywki | Mecze | Bramki |
| ------- | --------------- | ----- | --------- | ----- | ------ |
| 2006/07 | Paksi FC        | Węgry | NB I      | 17    | 0      |
| 2007/08 | Paksi FC        | Węgry | NB I      | 19    | 2      |
| 2008/09 | Paksi FC        | Węgry | NB I      | 29    | 1      |
| 2009/10 | Paksi FC        | Węgry | NB I      | 28    | 8      |
| 2010/11 | Paksi FC        | Węgry | NB I      | 24    | 15     |
| 2011/12 | Paksi FC        | Węgry | NB I      | 26    | 10     |
| 2012/13 | Ferencvárosi TC | Węgry | NB I      | 30    | 17     |

## Kariera reprezentacyjna
W reprezentacji Węgier Böde zadebiutował 6 lutego 2013 roku w zremisowanym 1:1 towarzyskim meczu z Białorusią, rozegranym w Beleku. W 65. minucie tego meczu zmienił Norberta Mészárosa.